# Pegognaga
Pegognaga är en ort och kommun i provinsen Mantua i regionen Lombardiet i Italien. Kommunen hade 7 042 invånare (2018).